# نارس دل پوئرتو
نارس دل پوئرتو دهستانی در استان آبیلای اسپانیا است.
در این دهستان ۴۶ نفر زندگی می‌کنند. مساحت این دهستان ۱۰٫۳۳ کیلومتر مربع است.